# Intarsia
Intarsia er betegnelsen på udsmykning lavet som en mosaik, oftest af små stykker af forskelligfarvet træ indlagt i en overflade, så der dannes mønstre eller billeder på vægpaneler og møbler. Intarsia var især populært under renæssancen. Ud over træ kan der også anvendes marmor, metaller, elfenben, tak, perlemor og andre materialer.
I sin simpleste form laves intarsia med en dekupørsav, og følgende fremgangsmåde kan bruges allerede i skolens sløjdundervisning:
Læg to tynde finérstykker af forskellig farve oven på hinanden og udsav en figur gennem begge lag. Figuren af den ene farve finér limes sammen med baggrunden af den anden farve finér på en overflade, fx et æskelåg. Tilbage bliver det omvendte billede, som kan bruges til endnu en æske. Der bliver en smule savspor, der skal dækkes, og det gøres med en blanding af lim og savsmuld fra udsavningen.
Begynd med meget enkle figurer.

## Etymologi
Intarsia er et italiensk ord afledt af stednavnet Tharsia i Asien, hvor teknikken stammer fra. Den er beslægtet med intaglio (reliefskåret sten). Som synonym til intarsia bruges undertiden marketeri eller marqueterie, som er den franske betegnelse for indlagte snedkerarbejder. Man taler også om dekupørarbejde efter fransk découpeur afledt af découper = at udskære.